# MC Ren
Lorenzo Jerald Patterson, mais conhecido por MC Ren (Compton, 16 de Junho de 1969), é um rapper americano. Ele é conhecido por ter sido membro do grupo de rap N.W.A.
MC Ren começou sua carreira musical assinado como um artista solo com a Ruthless Records de Eazy-E e no início de 1987, quando ainda cursando o ensino médio. Até o final de 1987, depois de ter escrito quase metade do álbum de estréia de Eazy-E, Eazy-Duz-It , ele foi incluído no grupo de gangsta rap N.W.A.influente com Eazy-E, Arabian Prince, Ice Cube,  Dr. Dre, e DJ Yella, que popularizou o uso de letras explícitas no rap para detalhar a violência da vida nas ruas. Depois que o grupo se desfez em 1991, ele ficou na Ruthless, colocando para fora vários álbuns de platina e venda de ouro , antes de deixar a gravadora em 1999.

## Discografia

### Álbuns solo
- 1992 - Kizz My Black Azz   Platina (RIAA)
- 1993 - Shock of the hour
- 1996 - The Villain in Black   Ouro (RIAA)
- 1998 - Ruthless for Life
- 2009 - Renincarnated
- 2015 - Rebel Music EP